# 대윤 소윤
대윤(大尹)과 소윤(小尹)은 조선 중기 중종의 친인척을 가리키는 용어이다. 
중종의 두 번째 부인 장경왕후 윤씨가 죽고 중종의 세 번째 왕비가 된 것은 같은 파평윤씨 출신의 문정왕후였다. 이로써 서열상으로 전임 왕비였던 장경왕후의 일족인 윤임, 윤여필 등을 대윤, 후임 왕비인 문정왕후의 일족인 윤지임, 윤원형, 윤원로 등을 소윤이라 칭하였다. 대윤의 윤여필과 소윤의 윤지임은 7촌 숙질간으로, 인종의 외삼촌 윤임은 명종의 외할아버지인 윤지임과 8촌 형제간이었다. 한편 소윤 윤지임의 아들 윤원량의 딸이 다시 인종의 후궁 숙빈 윤씨로 간택되면서, 법적 친족이자 이중 인척관계를 형성했다.
대윤과 소윤은 가까운 일가였다. 대윤의 영수 윤임의 증조부 윤사윤은 소윤의 영수 윤원형의 고조부 윤사흔의 형이었고, 윤사분, 윤사윤, 윤사흔 형제는 판도판서 윤승례(尹承禮)의 손자이자 세조의 장인 윤번의 아들들이었다. 한편 세조의 비 정희왕후 윤씨는 윤사분, 윤사흔 형제의 누이동생이었다.
한편 성종비 정현왕후의 아버지 윤호는 윤번의 삼촌 문하평리 윤승순(尹承順)의 증손이자 사촌 윤곤의 손자였다.